# Церква Зіслання Святого Духа (Ріпчиці)
Церква Зіслання Святого Духа — діюча дерев'яна церква ПЦУ у селі Ріпчиці Дрогобицького району Львівської області (Україна).

## Історія
У 1589 році вже існувала церква. Збудована у 1745 році коштом Йосифа Бєльського дерев'яна церква св. Костянтина і Олени у 1822 році стала аварійною і не використовувалася до свого завалення в середині 1830-х рр. Замість неї була споруджена інша дерев`я на церква Введення Пр. Богородиці, яка проіснувала до 1870-х рр. 
У 1873 році (деякі джерела подають 1875 чи 1877 рік) збудована існуюча дерев'яна церква. По другій світовій війні з 1962 по 1989 р. стояла зачиненою і використовувалася спочатку на склад мінеральних добрив, а пізніше - сільський краєзнавчий музей.
Біля входу до церкви висить пам'ятна гранітна таблиця з написом: 
| У цій церкві в 1897–1911 роках Службу Божу правив о. МИХАЙЛО БАЧИНСЬКИЙ (1866–1912) — парох Ріпчиць, відомий український поет (псевдонім — Орест Філаретів) і просвітянський діяч, засновник у 1903 р. і перший голова Товариства „Просвіта“ Дрогобиччини». |